# Dangepīā
Dangepīā (persiska: دنگپيا) är en ort i Iran.   Den ligger i provinsen Mazandaran, i den norra delen av landet, 130 km nordost om huvudstaden Teheran. Dangepīā ligger 11 meter över havet och antalet invånare är 617.
Terrängen runt Dangepīā är platt. Runt Dangepīā är det tätbefolkat, med 286 invånare per kvadratkilometer. Närmaste större samhälle är Āmol, 12,5 km väster om Dangepīā. Trakten runt Dangepīā består till största delen av jordbruksmark.